# 14262 Kratzer
14262 Kratzer è un asteroide della fascia principale. Scoperto nel 2000, presenta un'orbita caratterizzata da un semiasse maggiore pari a 2,3567350 UA e da un'eccentricità di 0,1410486, inclinata di 5,89041° rispetto all'eclittica.